# Enrico Cecchetti
Enrico Cecchetti (Roma, 1850 - Milà, 1928) 
Va ser fonamentalment un professor de dansa clàssica, tenit entre els seus alumnes de la primera època novaiorquesa, a Luigi Albertieri. De 1892 a 1902 ensenyà a l'Escola de Dansa imperial del Teatre Imperial. El 1905 obrí una escola pròpia en la qual es formaren les grans estrelles del ballet rus Mathilde Kschessinska, Tamara Karsavina, Bronislava Nižinska i Anna Pàvlova. A partir del 1910 l'empresari Serguei Diaghilev li encarregà la formació dels ballarins de la companyia del seu Ballets Russes on tingué alumnes com Stanislas Idzikowski,la irlandesa Ninette De Valois, o l'estatunidenca Ruth Page. De 1925 a 1928 va ser professor de la Scala de Milà, on tingué deixebles com la triestina Poli Nives, o la tarentina Attilia Radice.
També va ser coreògraf i director del  Gran Teatre Imperial de Sant Petersburg a  Rússia, on va intentar preservar la tradició del ballet clàssic però introduint-hi elements acrobàtics, i on tingué alumnes com la ucraïnesa Natalia Doudinskaïa. Estava casat amb la ballarina Giuseppina De Maria (1857-1927), amb la que tingué un fill que també fou artista de ballet Grazioso (1890-1965).
Per saber-ne més consulteu Cecchetti (nissaga).